# Asienspiele 1986/Badminton (Damenmannschaft)
Titelträger im Badminton wurden bei den Asienspielen 1986 in Seoul in fünf Einzel- und zwei Mannschaftsdisziplinen ermittelt. Folgend die Ergebnisse der Damenmannschaften.

## Zeitplan
| Datum                         | Zeit  | Event         |
| ----------------------------- | ----- | ------------- |
| Sonnabend, 27. September 1986 | 11:00 | Viertelfinale |
| Sonntag, 28. September 1986   | 18:00 | Halbfinale    |
| Montag, 29. September 1986    | 18:00 | Finale        |

## Resultate
|  | Viertelfinale | Viertelfinale       | Viertelfinale |            |   | Halbfinale | Halbfinale          | Halbfinale |  |  | Finale | Finale | Finale |
|  |               |                     |               |            |   |            |                     |            |  |  |        |        |        |
|  |               |                     |               |            |   |            |                     |            |  |  |        |        |        |
|  |               |                     |               |            |   |            |                     |            |  |  |        |        |        |
|  | 1             | Volksrepublik China | 4             |            |   |            |                     |            |  |  |        |        |        |
|  | 1             | Volksrepublik China | 4             |            |   |            |                     |            |  |  |        |        |        |
|  |               |                     |               | Südkorea   | 1 |            |                     |            |  |  |        |        |        |
|  |               | Südkorea            | 5             | Südkorea   | 1 |            |                     |            |  |  |        |        |        |
|  |               |                     |               |            |   |            |                     |            |  |  |        |        |        |
|  |               | Nepal               | 0             |            |   |            |                     |            |  |  |        |        |        |
|  |               |                     |               |            |   | 1          | Volksrepublik China | 5          |  |  |        |        |        |
|  |               |                     | Japan         | 0          |   |            |                     |            |  |  |        |        |        |
|  |               | Indien              | 1             |            |   |            |                     |            |  |  |        |        |        |
|  |               | Japan               | 4             |            |   |            |                     |            |  |  |        |        |        |
|  |               | Japan               | 4             | Japan      | 3 |            |                     |            |  |  |        |        |        |
|  |               |                     |               | Japan      | 3 |            |                     |            |  |  |        |        |        |
|  |               |                     | 2             | Indonesien | 2 |            |                     |            |  |  |        |        |        |
|  |               |                     |               | Indonesien | 2 |            |                     |            |  |  |        |        |        |
|  |               |                     |               |            |   |            |                     |            |  |  |        |        |        |
|  |               |                     |               |            |   |            |                     |            |  |  |        |        |        |

### Viertelfinale
| 27. September | Südkorea | 5 – 0 | Nepal |  |

| Kim Yun-ja                        | Kim Yun-ja                        | 2–0 | Kalpana Rana                    | 11–0, 11–1 |
| Hwang Hye-young                   | Hwang Hye-young                   | 2–0 | Chhanya Shrestha                | 11–0, 11–0 |
| Kim Yun-ja / Yoo Sang-hee         | Kim Yun-ja / Yoo Sang-hee         | 2–0 | Kalpana Rana / Chhanya Shrestha | 15–0, 15–0 |
| Chung Myung-hee / Hwang Hye-young | Chung Myung-hee / Hwang Hye-young | 2–0 | Rajani Joshi / Reema Shrestha   | 15–1, 15–1 |
| Yoo Sang-hee                      | Yoo Sang-hee                      | 2–0 | Rajani Joshi                    | 11–0, 11–0 |

| 27. September | Indien | 1 – 4 | Japan |  |

| Seema Bhandari                  | Seema Bhandari                  | 0–2 | Sumiko Kitada                    | 2–11, 0–11 |
| Ami Ghia                        | Ami Ghia                        | 0–2 | Kimiko Jinnai                    | 1–11, 0–11 |
| Hufrish Nariman / Mallika Barua | Hufrish Nariman / Mallika Barua | 0–2 | Atsuko Tokuda / Yoshiko Yonekura | 1–15, 0–15 |
| Ami Ghia / Madhumita Bisht      | Ami Ghia / Madhumita Bisht      | 0–2 | Sumiko Kitada / Harumi Kohara    | 8–15, 4–15 |
| Madhumita Bisht                 | Madhumita Bisht                 | 2–0 | Yoshiko Yonekura                 | 11–8, 11–6 |

### Halbfinale
| 28. September | Volksrepublik China | 4 – 1 | Südkorea |  |

| Li Lingwei              | Li Lingwei              | 2–1 | Hwang Hye-young                   | 11–7, 6–11, 11–9  |
| Han Aiping              | Han Aiping              | 2–0 | Kim Yun-ja                        | 11–4, 11–5        |
| Lin Ying / Guan Weizhen | Lin Ying / Guan Weizhen | 0–2 | Chung Myung-hee / Hwang Hye-young | 13–15, 9–15       |
| Li Lingwei / Han Aiping | Li Lingwei / Han Aiping | 2–1 | Kim Yun-ja / Yoo Sang-hee         | 9–15, 15–8, 18–17 |
| Zheng Yuli              | Zheng Yuli              | 2–0 | Yoo Sang-hee                      | Walkover          |

| 28. September | Japan | 3 – 2 | Indonesien |  |

| Sumiko Kitada                    | Sumiko Kitada                    | 2–0 | Sarwendah Kusumawardhani        | 11–9, 11–2         |
| Kimiko Jinnai                    | Kimiko Jinnai                    | 1–2 | Elizabeth Latief                | 5–11, 11–5, 3–11   |
| Atsuko Tokuda / Yoshiko Yonekura | Atsuko Tokuda / Yoshiko Yonekura | 1–2 | Verawaty Fadjrin / Ivanna Lie   | 15–10, 6–15, 13–18 |
| Sumiko Kitada / Kimiko Jinnai    | Sumiko Kitada / Kimiko Jinnai    | 2–1 | Imelda Wiguna / Rosiana Tendean | 15–8, 6–15, 17–14  |
| Yoshiko Yonekura                 | Yoshiko Yonekura                 | 2–0 | Verawaty Fadjrin                | 11–8, 11–2         |

### Finale
| 29. September | Volksrepublik China | 5 – 0 | Japan |  |

| Li Lingwei              | Li Lingwei              | 2–1 | Sumiko Kitada                    | 8–11, 12–10, 11–1 |
| Han Aiping              | Han Aiping              | 2–0 | Kimiko Jinnai                    | 11–1, 11–3        |
| Lin Ying / Guan Weizhen | Lin Ying / Guan Weizhen | 2–0 | Atsuko Tokuda / Yoshiko Yonekura | 15–3, 15–2        |
| Li Lingwei / Han Aiping | Li Lingwei / Han Aiping | 2–1 | Sumiko Kitada / Kimiko Jinnai    | 15–6, 9–15, 15–5  |
| Zheng Yuli              | Zheng Yuli              | 2–0 | Yoshiko Yonekura                 | 11–2, 11–6        |

## Ohne Einsatz
- Gu Jiaming  Volksrepublik China
- Qian Ping  Volksrepublik China
- Wu Jianqiu  Volksrepublik China
- Hisako Takamine  Japan
- Chung So-young  Südkorea
- Kang Haeng-suk  Südkorea
- Kim Ho-ja  Südkorea
- Lee Myung-hee  Südkorea